# 井伊直咸
井伊 直咸（いい なおとも）は、幕末の大老で彦根藩主の井伊直弼の三男。最後の藩主井伊直憲の同母弟。近衛文麿の妻・近衛千代子の外祖父。
明治時代は士族に列し、智二郎と名乗り滋賀県で過ごしたという。墓所は井伊本家と同じ世田谷豪徳寺で、同じ墓域にある。
2代目は誠造で、1908年（明治41年）5月9日死去。